# 薩伏依的安娜 (1455-1480)
薩伏依的安娜（義大利語：Anna di Savoia，1455年6月1日—1480年2月），薩伏依公爵阿梅迪奧九世與瓦盧瓦的約蘭德的長女。

## 家庭
1478年，安娜與那不勒斯國王斐迪南一世的次子費德里科結婚，兩人的獨女卡洛塔於1480年出生。